# Lucas Antheunisz
Lucas Antheunisz, ook wel Anthonissen of Antheuniss (Rotterdam, ? – Rotterdam, februari 1640) was een Nederlandse koopman die samen met zijn zakenpartner Peter Floris de zevende handelsexpeditie naar Azië van de Britse Oost-Indische Compagnie leidde op het schip de Globe.

## In dienst van de VOC

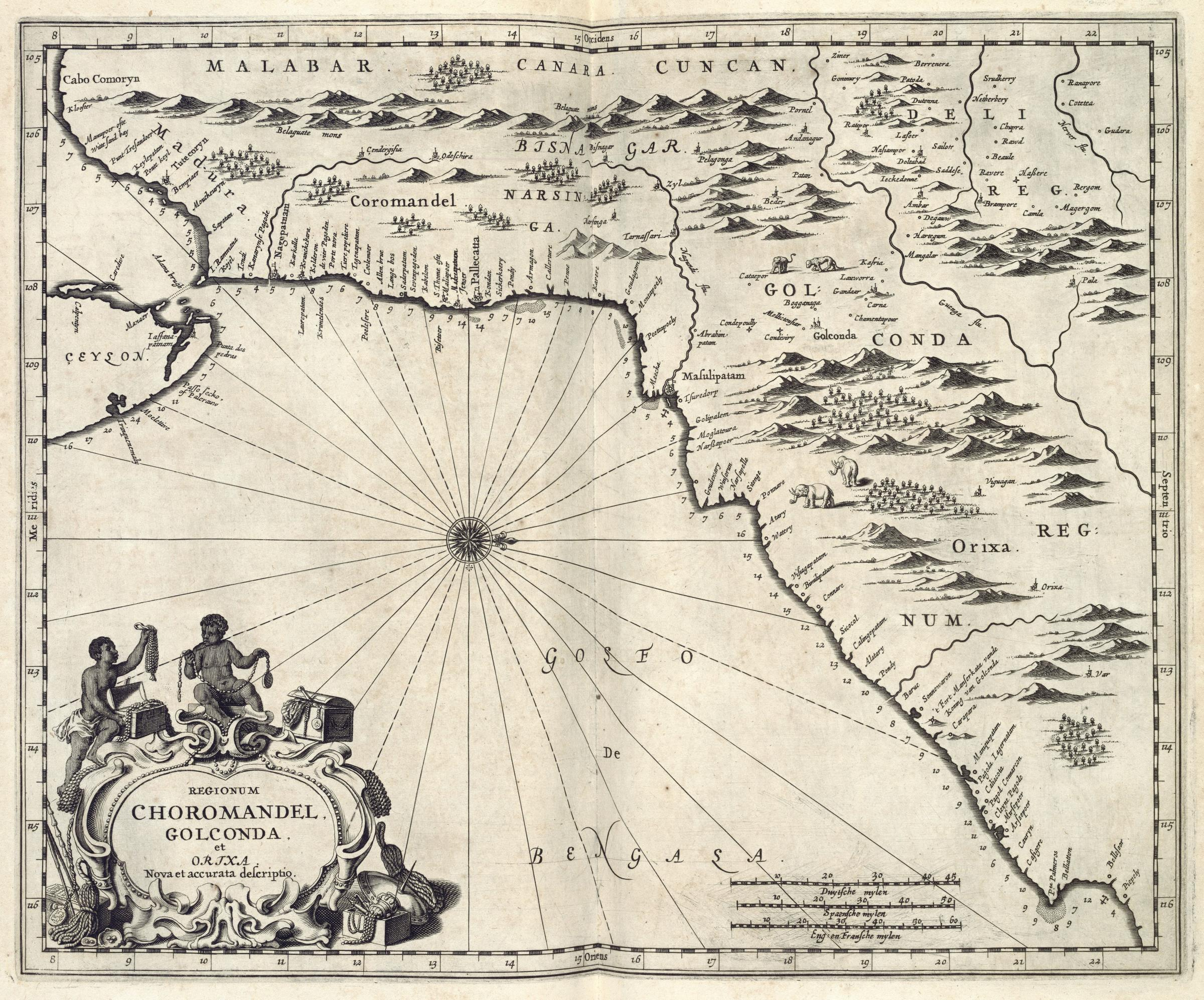
De oostkust van India in de 17de eeuw

Antheunisz ging in 1601 naar Indië. Hij was koopman op de twaalfde expeditie, uitgerust door een van de voorcompagnieën, de Vereenigde Zeeuwse Compagnie, onder Gerard le Roy en Laurens Bicker. Hij werd in 1602 door hen, samen met enkele andere kooplieden, in Atjeh gestationeerd. Vermoedelijk leerde hij in Atjeh Pieter Willemsz kennen, later bekend als Peter Floris. Van de jaren daarna is niets over hem bekend, maar in 1606, toen Cornelis Matelieff een poging deed Malakka te veroveren, werden bij een gevangenenruil een aantal door de Portugezen gevangen genomen Nederlanders bevrijd, waaronder een onderkoopman met de naam Lucas Antheunisz uit Rotterdam. Het is niet duidelijk hoe hij in gevangenschap was geraakt, maar het is bekend dat de armada van de Portugese onderkoning Martin d'Afonso de Castro die bij Malakka de vloot van Matelieff bestreed eerst een strafexpeditie tegen de sultan van Atjeh had uitgevoerd waarbij onder andere de uitlevering van de Hollandse kooplieden was geëist.  De vrijgelaten Antheunisz werd op Matelieffs schip de Grote Zon geplaatst. Dat voer toen via Atjeh naar Petapoeli, waar het in april 1607 aankwam. Vervolgens bleef hij daar, samen met een andere onderkoopman van de Grote Zon, Jan van Wesick. Het hoofd van Petapoeli, Dirk van Leeuwen, daar in 1605 gestationeerd door de eerste VOC-vloot van Steven van der Hagen, wilde toen zijn contract afliep vertrekken en Antheunisz werd zijn opvolger. Om onbekende redenen veranderde hij toen zijn naam in Lucas Janssen. Onder deze naam werkte hij nog een poos samen met Van Leeuwen die hem eerst moest inwerken in de lijnwaadhandel. Petapoeli was een handelspost iets ten zuiden van Masulipatam, waar Pieter Willemsz werkte als onderkoopman. In 1608 stuurde Antheunisz hem op een missie naar Arakan (het huidige Myanmar) om er een factorij te stichten. De koning, Selim Sjah, had de VOC om hulp gevraagd tegen de Portugezen.
In juni 1608 werden hij en Van Leeuwen vervangen door Jan van Wesick, en vertrokken ze met een partij katoenen doeken met het schip de Eendracht naar Bantam. Daar kwamen ze in oktober aan. De doeken die Janssen/Antheunisz had ingekocht bleken niet van de beste kwaliteit te zijn. Wat erger was, hij werd ervan beschuldigd 'groote partijen cleeden aen d’Engelschen' te hebben 'vercocht, die meest naer Banda bij henlieden zijn vervoert, waermede den handel van onse comptoiren aldaer zeer is verachtert, ende dien van de Engelschen geproffiteert geworden, dewelcke hierdoor nu oock zijn geinduceert geweest, (naer dat men verneempt), om denselven handel op Choromandel te versoecken'.

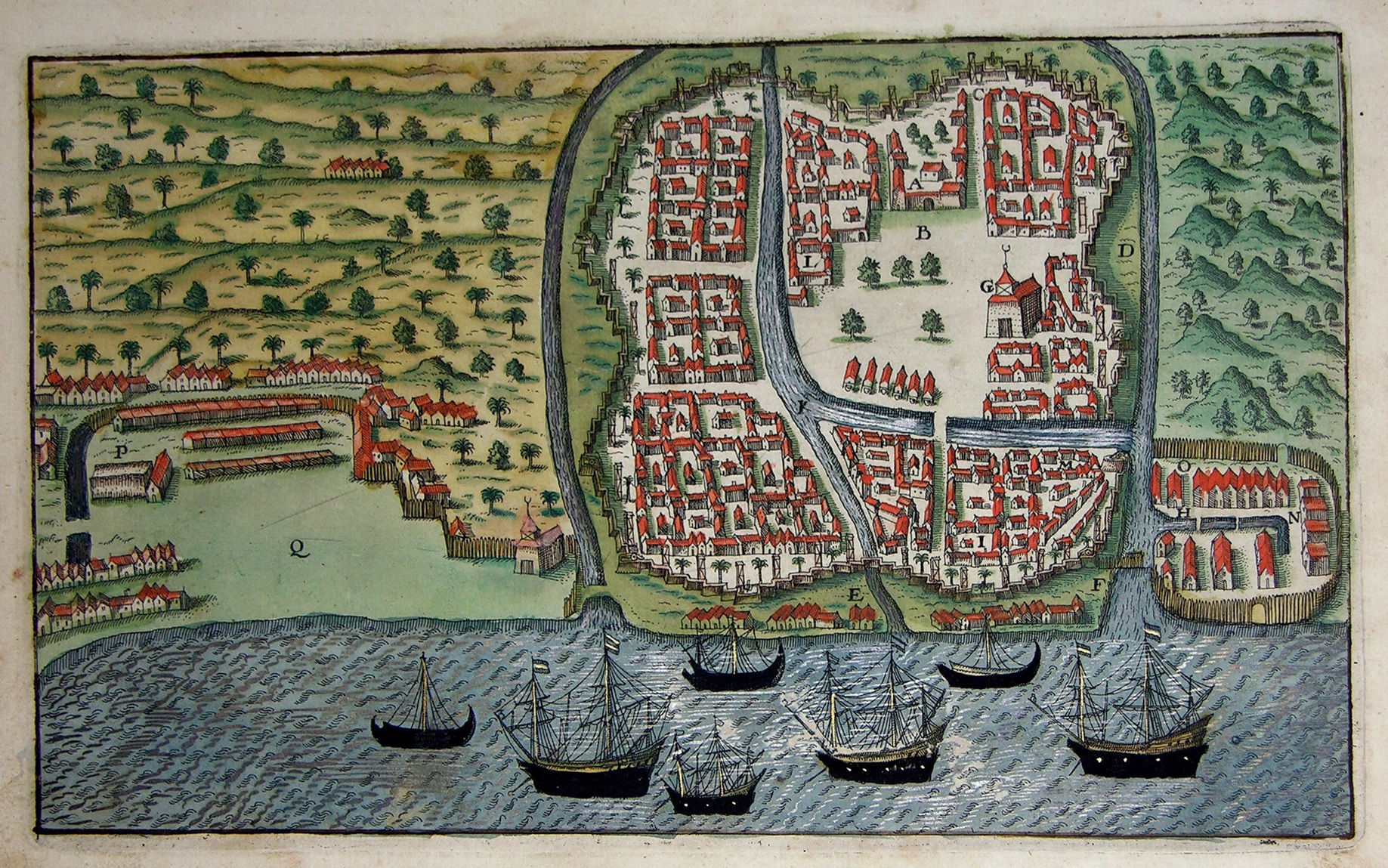
Bantam rond 1600

Hierna verdwijnt de naam Lucas Janssen uit de VOC archieven. Ook Pieter Willemsz vertrok dat jaar naar Bantam, waarschijnlijk op hetzelfde schip de Eendracht. Beiden moeten toen met de retourvloot van november 1608 naar de Republiek zijn vertrokken, waar ze in augustus 1609 aankwamen. Begin 1610 verschenen ze in Londen met een aanbod voor wat toen heette de 'Gouverneur en vereniging van kooplieden van Londen, die handelen met Oostelijk Indië', de voorloper van de Britse Oost-Indische Compagnie.
Het aanbod was om hun eigen kapitaal van 600 Engelse ponden in te brengen in een nieuw te organiseren zevende Engelse reis naar Azië. Een reis van bijna vier jaar, waarin de Coromandelkust, Bantam, Patani en Siam zouden worden aangedaan, en tussen deze gebieden handel zou worden gedreven. In ruil voor hun kennis en ervaring zouden Willemsz en Antheunisz geen salaris ontvangen maar meedelen in de winst, die zij wel op 300 procent schatten. De oorsprong van dit aanbod zal gelegen hebben in het verbod op particuliere handel van gesalarieerde medewerkers door zowel de VOC als de Engelse compagnie. Als investeerders hadden ze geen last van dat verbod. Om niet te snel de aandacht van de VOC te trekken veranderde Willemsz zijn naam in Floris, de achternaam van zijn moeder, en verving Antheunisz zijn op de Coromandelkust bekende pseudoniem Lucas Janssen weer door zijn eigen naam.

## De reis van de Globe

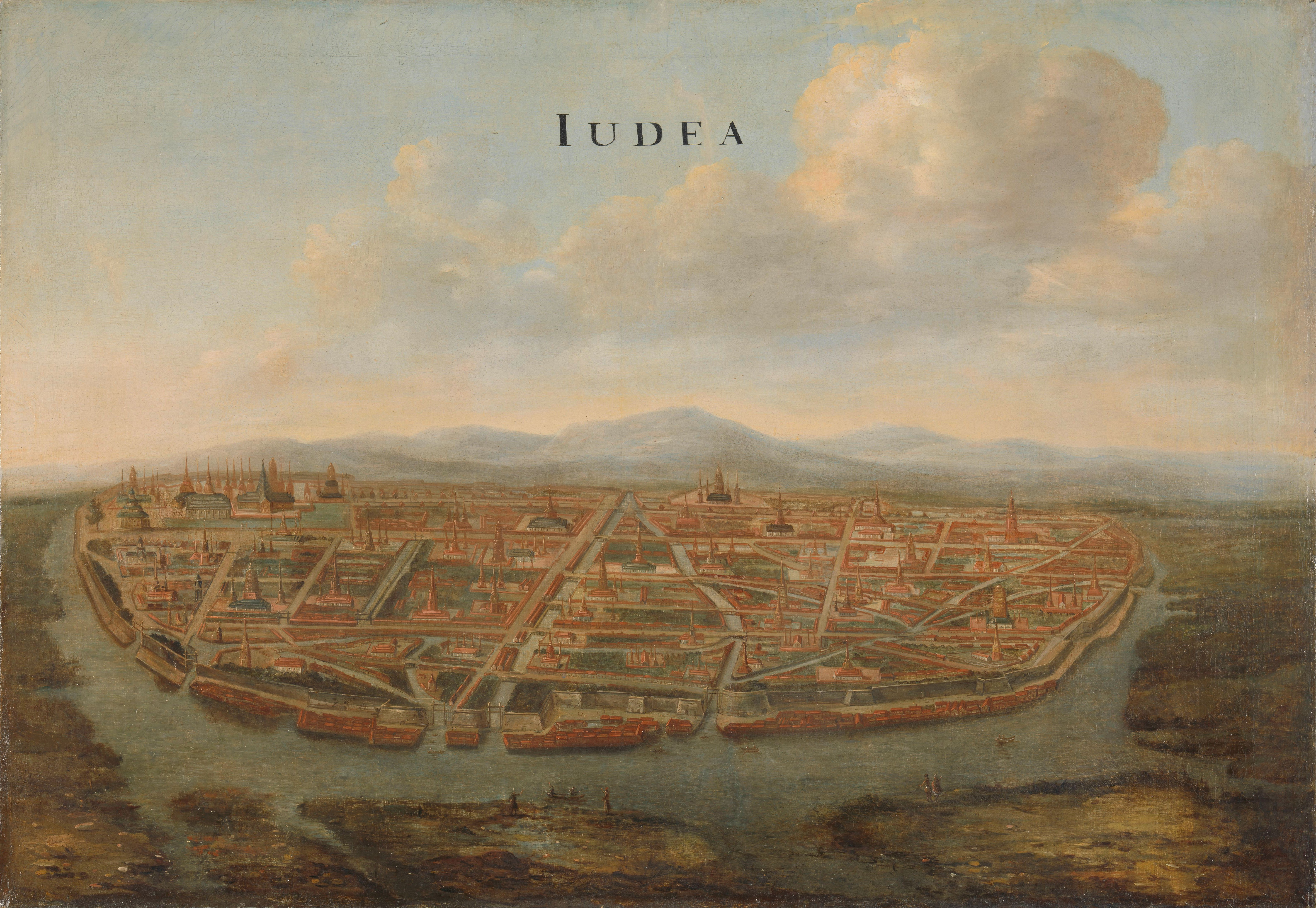
Ayutthaya in Siam

In januari 1611 vertrokken ze met het schip de Globe uit Londen. Aan de Coromandelkust werden katoenen stoffen ingeslagen, maar zowel in Bantam als in Patani en Ayutthaya viel de handel tegen, waardoor het zeilseizoen gemist werd en de Globe op meerdere plaatsen werkloos moest blijven liggen. Toch wist men uiteindelijk een rijke lading bijeen te brengen, waarmee Floris terug zeilde naar Londen. Twee maanden na aankomst overleed hij daar. Antheunisz was in augustus 1612 achtergebleven in de nieuw gestichte factorij in Ayutthaya. Hij had er een goede verstandhouding met zijn collega van de VOC-handelspost, Maarten Houtman. Ook handelde hij met Jan Joosten van Lodensteyn en Melchior van Santvoort uit Japan, die hij huiden en sappanhout verkocht voor staven Japans zilver. Vanuit Ayutthaya stichtte hij ook een factorij in Cambodja.
In oktober 1615 verliet Antheunisz Ayutthaya. Begin 1616 arriveerde hij in Masulipatam als opperkoopman op het schip de Solomon. In april werd hij daar herkend als Lucas Janssen door de commandeur van fort Geldria in Paliacatte, Samuel Kint. De 'geweecken dienaer' had een lading bij zich van porselein, zijde, foelie, muskaatnoten, kruidnagels, Siams goud en Japans zilver, maar de VOC had daar kort tevoren haar handelsgoederen al verkocht, zodat hij hen geen concurrentie aan kon doen. Antheunisz leidde toen de Engelse factorij in Masulipatam en legde voor hen de eerste contacten in Bengalen. Halverwege 1617 vertrok hij via Bantam naar Londen, waar hij in september 1618 aankwam. De Engelsen stelden voor hem opnieuw in dienst te nemen maar dit lijkt niet doorgegaan te zijn. Zijn naam verdwijnt hierna uit de Engelse archieven. In 1621 woonde er in Rotterdam een koopman met dezelfde naam, die in de twintig jaar daarna diverse bestuurlijke functies bekleedde. Aangezien Lucas Antheunisz geen veel voorkomende naam is wordt aangenomen dat het om dezelfde persoon gaat. Hij stierf in februari 1640.